# Кялкяярви
Кя́лкяя́рви (фин. Kälkäjärvi) — пресноводное озеро на территории Поросозерского сельского поселения Суоярвского района Республики Карелии.

## Общие сведения
Площадь озера — 1 км². Располагается на высоте 190,6 метров над уровнем моря.
Форма озера лопастная, продолговатая: оно более чем на два километра вытянуто с северо-запада на юго-восток. Берега каменисто-песчаные, местами заболоченные.
С северо-восточной стороны озера вытекает ручей Мегри, впадающий в озеро Мегриярви, которое протокой Мегри соединяется с Кяльгозером — истоком реки Мегри, впадающей в озеро Кинаспуоли, соединяющееся короткой протокой с рекой Суной.
Населённые пункты и автодороги вблизи водоёма отсутствуют.
Код объекта в государственном водном реестре — 01040100211102000017890.